# Grebs-Niendorf
Grebs-Niendorf ist eine Gemeinde im Landkreis Ludwigslust-Parchim in Mecklenburg-Vorpommern (Deutschland). Sie wird vom Amt Dömitz-Malliß mit Sitz in der Stadt Dömitz verwaltet.

## Geografie

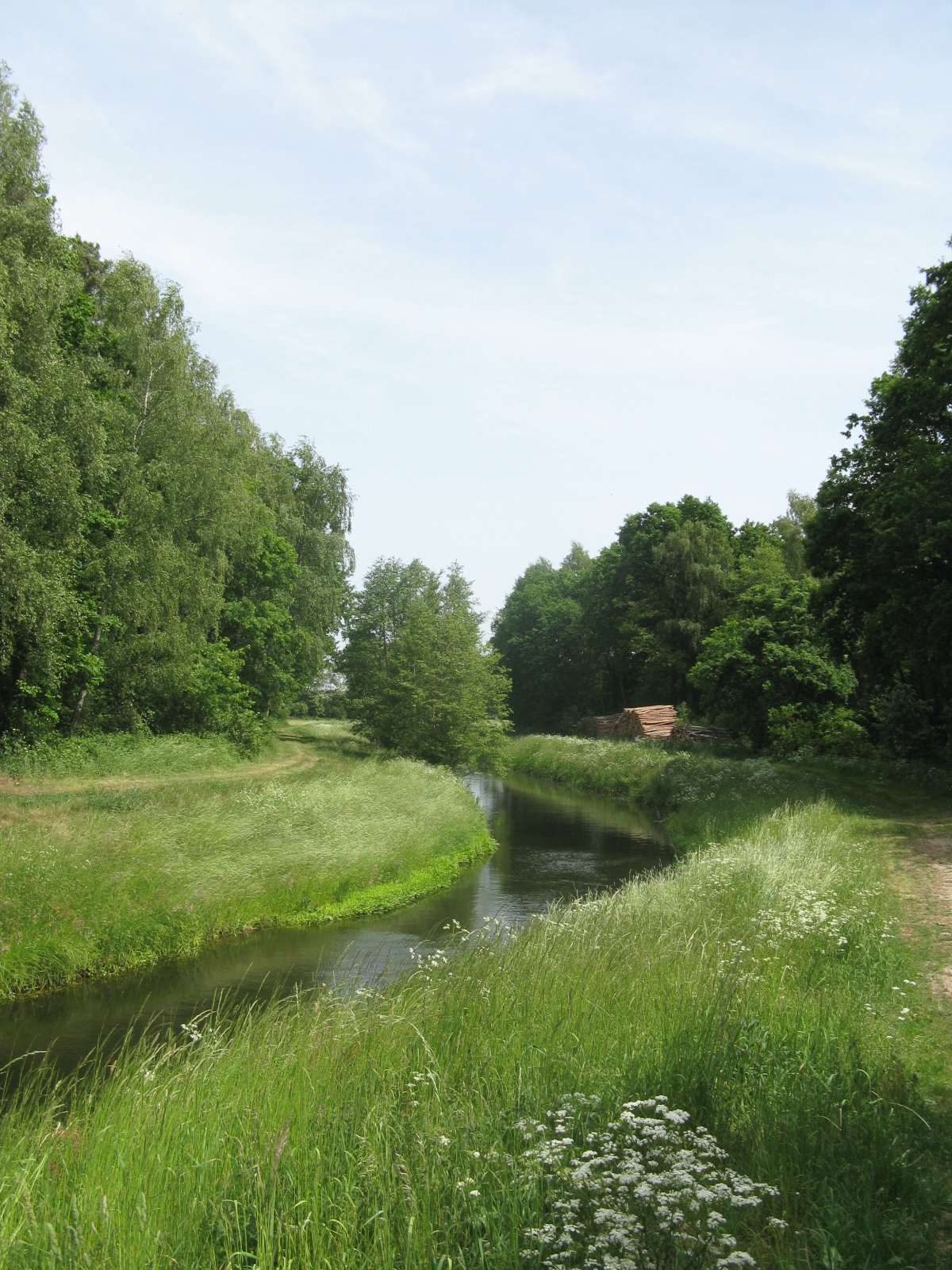
Rögnitz bei Niendorf

Die Gemeinde befindet sich in der Griesen Gegend am Nordrand einer Endmoräne. Das Gebiet um Grebs-Niendorf liegt zwischen der Rögnitz und dem Eldekanal. Die höchste Erhebung im Gemeindegebiet ist der Galgenberg bei Schlesin mit 42,3 m ü. NN, die Wiesenniederungen der Rögnitz haben eine Höhe von etwa 20 m ü. NN. Grebs-Niendorf wird durch ausgedehnte Nadelwälder südlich von Schlesin und südlich von Niendorf an der Rögnitz und dem Wiesengebiet um die Rögnitz geprägt.
Umgeben wird Grebs-Niendorf von den Nachbargemeinden Göhlen im Norden, Alt Krenzlin, Ludwigslust, Bresegard bei Eldena imd Karenz im Nordosten, Malliß im Südosten, Neu Kaliß und Dömitz im Süden sowie Vielank im Westen.

### Gemeindegliederung
Die Gemeinde besteht aus den Ortsteilen Grebs, Menkendorf, Niendorf an der Rögnitz und Schlesin.

## Geschichte

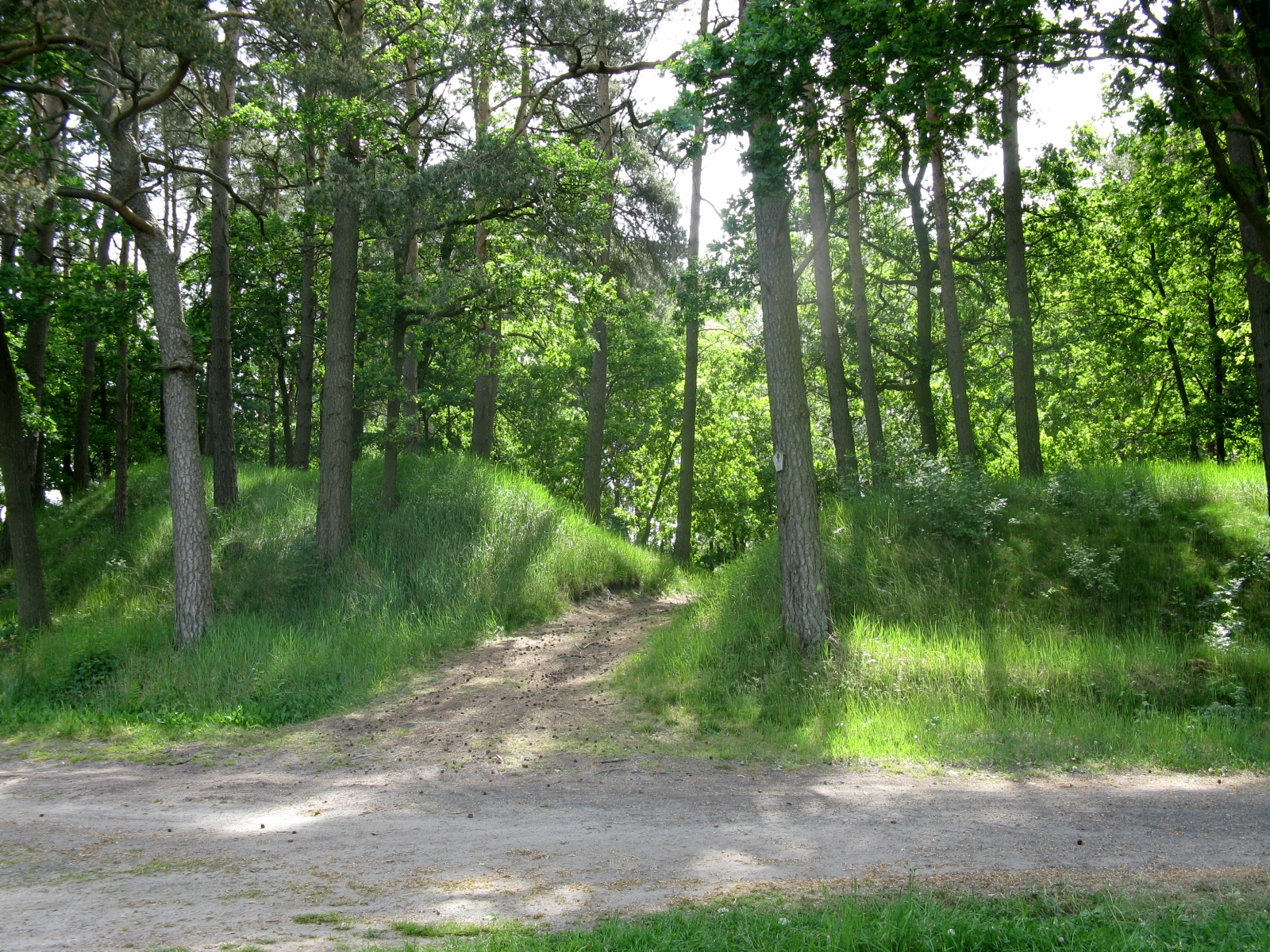
Slawischer Burgwall bei Menkendorf

Erste Siedlungshinweise gibt es mit einem slawischen Burgwall an der nördlichen Gemeindegrenze zu Göhlen bei Menkendorf, der aus der Zeit zwischen 900 und 1200 stammt. Grabungen haben ergeben, dass ein die Burg umschließender Wall aus einer Holz-Erde-Konstruktion errichtet war. Dieser erhebt sich heute noch deutlich aus dem Gelände. Nach den Funden im Burgwall wurde die Menkendorfer Gruppe benannt, eine mittelslawische archäologische Keramikgruppe des 9. und 10. Jahrhunderts, welche sich von der Mecklenburgischen Seenplatte bis zum Ostseegebiet erstreckte. Der Ort Niendorf wurde 1431 als Neyedorp, Grebs im Jahr 1285 als Grebece erstmals urkundlich erwähnt. Die vormals selbständigen Gemeinden Grebs und Niendorf an der Rögnitz schlossen sich am 13. Juni 2004 zur neuen Gemeinde Grebs-Niendorf zusammen.

## Politik

### Gemeindevertretung und Bürgermeister
Der Gemeinderat besteht (inkl. Bürgermeister) aus 9 Mitgliedern. Die Wahl zum Gemeinderat am 26. Mai 2019 hatte folgende Ergebnisse:
| Partei/Bewerber                     | Prozent | Sitze |
| ----------------------------------- | ------- | ----- |
| WG Freunde der Feuerwehr            | 54,19   | 5     |
| WG Freunde der Niendorfer Feuerwehr | 29,86   | 2     |
| Wählerinitiative Niendorf-Schlesin  | 12,22   | 1     |

Bürgermeister der Gemeinde ist Detlef Schranck, er wurde mit 64,78 % der Stimmen gewählt.

### Dienstsiegel
Die Gemeinde verfügt über kein amtlich genehmigtes Hoheitszeichen, weder Wappen noch Flagge. Als Dienstsiegel wird das kleine Landessiegel mit dem Wappenbild des Landesteils Mecklenburg geführt. Es zeigt einen hersehenden Stierkopf mit abgerissenem Halsfell und Krone und der Umschrift „GEMEINDE GREBS-NIENDORF“.

## Religion

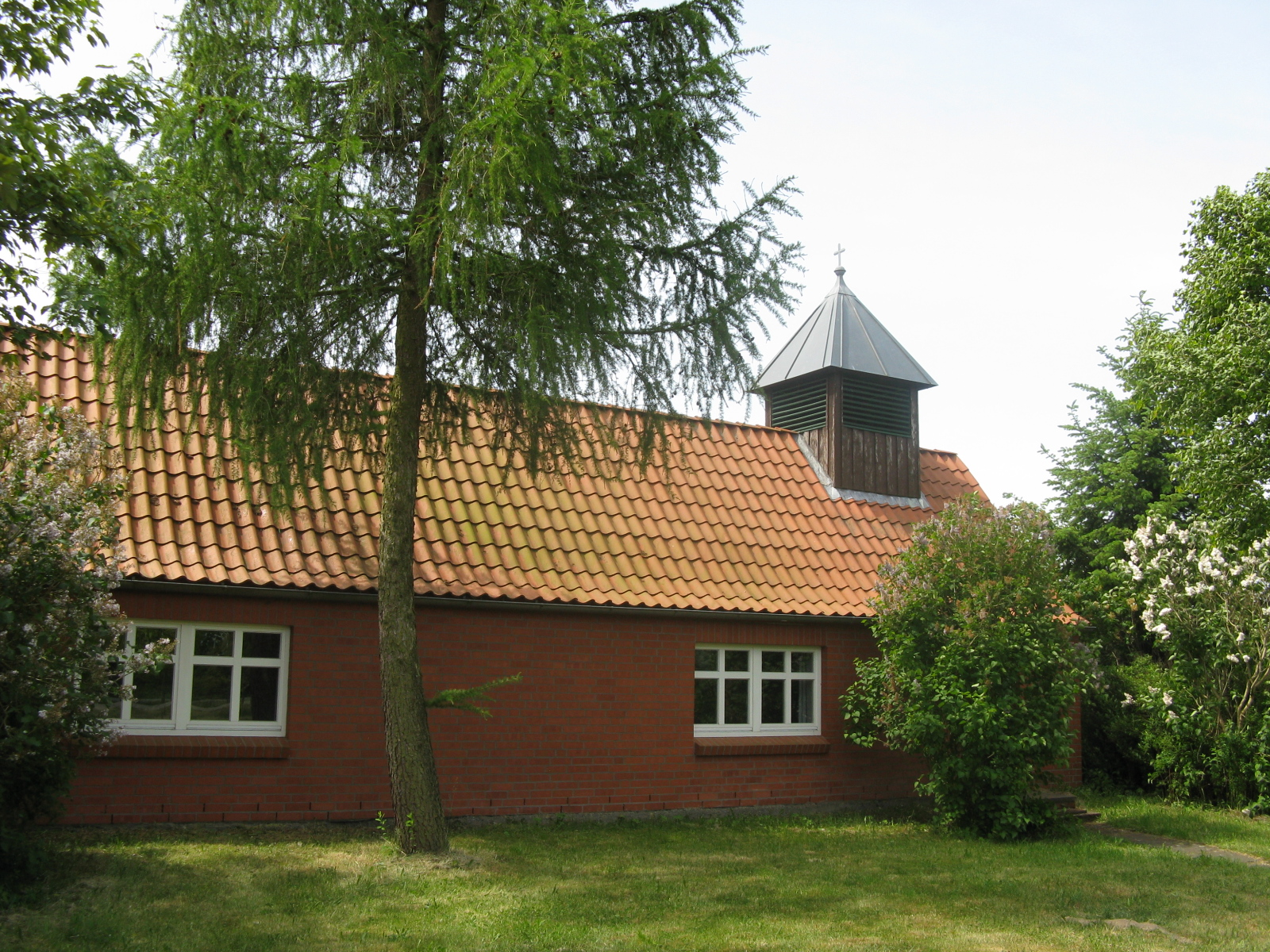
Kapelle in Niendorf an der Rögnitz

43 % der Einwohner von Grebs-Niendorf sind evangelisch, nur 3 % katholisch. Die evangelischen Christen gehören zur Kirchengemeinde Conow der Evangelisch-Lutherischen Kirche in Norddeutschland; in Niendorf gibt es eine kleine Kapelle. Auf katholischer Seite gehört Grebs-Niendorf zum Gebiet der Pfarrei Hl. Edith Stein in Ludwigslust (Erzbistum Hamburg), deren nächste Filialkirche Maria Rosenkranzkönigin in Dömitz ist.

## Sehenswürdigkeiten
- Burgwall in Menkendorf, hölzerne Anlagen bis 2010 nachgebaut (ohne Anspruch auf Originaltreue)

Die Baudenkmale der Gemeinde sind in der Liste der Baudenkmale in Grebs-Niendorf aufgeführt.

## Vereine
- Der Jugendhof Mullewapp e. V. kann für Schullandheim-ähnliche Fahrten genutzt werden. Hier befindet sich auch die Theaterscheune Mullewapp, die sowohl für Aufführungen, als auch als Probebühne genutzt wird.
- Der Gemeinnützige Heimat- und Museumsverein Grebs und Umgebung e. V. wurde am 21. April 1995 gegründet und hat die Pflege ländlichen Kulturgutes sowie die Nutzung der Heimatscheune als Museum für traditionelle Landtechnik als Vereinsziele.
- In der Erntekronen GmbH werden jährlich zur Erntedankzeit traditionelle Erntekronen gebunden, die dann ausgestellt und bewertet werden. Mit geschmückten Wagen und in alten Kostümen werden Erntefeste in anderen Orten besucht.

## Verkehr
Grebs liegt ca. 3,5 Kilometer nördlich von der Bundesstraße 191 bei Malliß. Seit der Einstellung der Bahnstrecke Ludwigslust–Dömitz besteht im öffentlichen Nahverkehr ausschließlich eine Busverbindung.